# Kunstjahr 1941
Liste der Kunstjahre

◄ | 1937 | 1938 | 1939 | 1940 | Kunstjahr 1941 | 1942 | 1943 | 1944

Weitere Ereignisse

## Ereignisse

### Raubkunst
- Der Einsatzbereich der im Vorjahr gegründeten NS-Rauborganisation Einsatzstab Reichsleiter Rosenberg wird Anfang Mai auf Griechenland und im Juni auf ganz Osteuropa ausgedehnt.
- 5. Juni: Nach der Besetzung Griechenlands spürt das deutsche Sonderkommando Künsberg auf Kreta einen Teil des griechischen Staatsschatzes auf und transportiert 91 kg Gold nach Athen, von wo es der deutsche Generalbevollmächtigte Günther Altenburg nach Berlin bringen lässt.

### Architektur und Bildhauerei

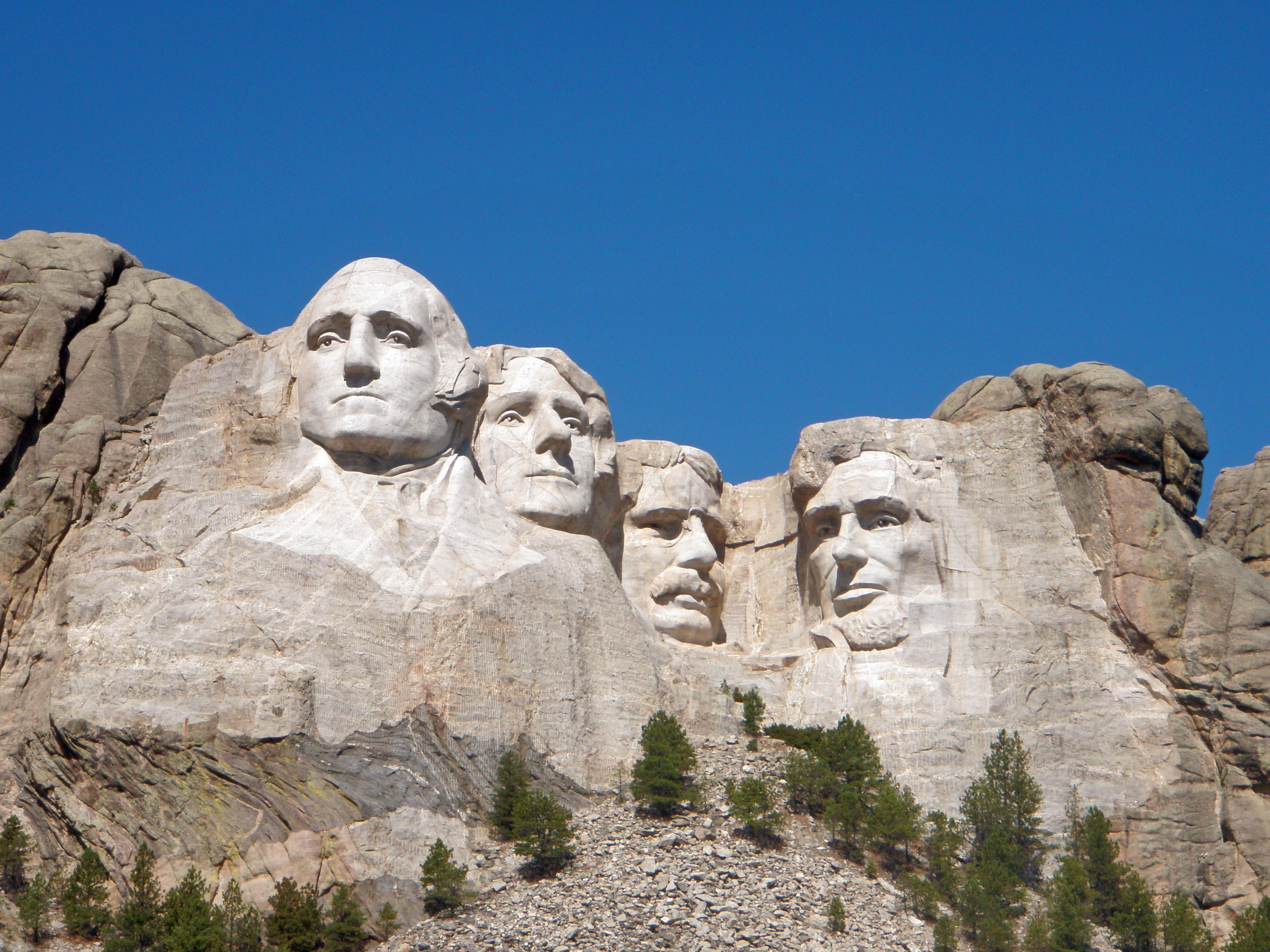
Mount Rushmore mit den Abbildungen der vier Präsidenten

- 31. Oktober: Nach 14-jährigen Bauarbeiten wird das von John Gutzon de la Mothe Borglum entworfene und durchgeführte Mount Rushmore National Memorial für vollendet erklärt.

### Malerei
- Pablo Picasso malt das Gemälde Dora Maar au Chat. Auf dem Gemälde ist Dora Maar, Picassos Muse in der Zeit von 1936 bis 1943, zu sehen.

### Museen und Ausstellungen
- 18. Januar: Das Museu Marítim de Barcelona öffnet für Besucher. Durch den Spanischen Bürgerkrieg hat sich die früher geplante Museumseröffnung verzögert.
- 17. März: Die National Gallery of Art in Washington, D.C., öffnet ihre Pforten.

## Geboren

### Geburtsdatum gesichert
- 17. Januar: Hans-Peter Feldmann, deutscher Konzeptkünstler († 2023)
- 26. Januar: Kurt Laurenz Metzler, Schweizer Bildhauer († 2024)

- 11. Februar: Margot Middelhauve, deutsche Künstlerin
- 13. Februar: Sigmar Polke, deutscher Maler († 2010)
- 20. Februar: Buffy Sainte-Marie, kanadische Musikerin, Komponistin und Darstellende Künstlerin
- 22. Februar: Jack Darcus, kanadischer Regisseur, Drehbuchautor, Maler und Schriftsteller
- 26. Februar: Katharina Bott, deutsche Kunsthistorikerin

- 25. März: Richard Agreiter, österreichischer Bildhauer

- 01. April: David Childs, US-amerikanischer Architekt († 2025)
- 10. April: Jamie Reid, kanadischer Dichter, Schriftsteller und Kunst-Aktivist († 2015)
- 11. April: Benno Hurt, deutscher Schriftsteller, Fotograf und Jurist
- 13. April: Jean-Marc Reiser, französischer Comiczeichner († 1983)
- 25. April: Markus Lüpertz, deutscher Maler
- 27. April: Lutz Ackermann, deutscher Bildhauer

- 05. Mai: Ingvild Goetz, deutsche Kunstsammlerin und Kuratorin

- 15. Juni: Neal Adams, US-amerikanischer Zeichner und Graphiker († 2022)
- 30. Juni: Roger Blachon, französischer Cartoonist († 2008)

- 23. Juli: Heinz Anger, österreichischer Maler

- 29. August: Sibylle Bergemann, deutsche Fotografin († 2010)

- 13. September: Tadao Andō, japanischer Architekt

- 05. Oktober: Manfred Bofinger, deutscher Grafiker und Cartoonist († 2006)
- 25. Oktober: Lynda Benglis, US-amerikanische Künstlerin
- 26. Oktober: Bob de Groot, belgischer Comiczeichner († 2023)

- 16. November: Katharina Sieverding, deutsche Fotografin
- 24. November: John De Andrea, US-amerikanischer Künstler
- 26. November: agnès b., französische Modedesignerin

- 06. Dezember: Bruce Nauman, US-amerikanischer Konzeptkünstler

### Genaues Geburtsdatum unbekannt
- Christian Adam, deutscher Künstler († 2021)

## Gestorben

### Todesdatum gesichert
- 02. Jänner: Josef Strzygowski, österreichischer Kunsthistoriker und Begründer einer vergleichenden Kunstforschung (* 1862)
- 17. Januar: Virginio Arias, chilenischer Bildhauer (* 1855)

- 08. Februar: Adele Perlmutter, österreichische Fotografin (* 1845)
- 20. Februar: Carlos Baca-Flor, peruanischer Maler (* 1867 oder 1869)
- 24. Februar: Hugo von Preen, österreichischer Maler und Heimatforscher (* 1854)

- 06. März: John Gutzon de la Mothe Borglum, US-amerikanischer Bildhauer (* 1867)
- 10. März: August Abbehusen, deutscher Architekt (* 1875)
- 15. März: Alexej von Jawlensky, russischer Maler (* 1865)

- 05. April: Emil Stumpp, deutscher Lehrer, Maler und Pressezeichner (* 1886)
- 08. April: Mariusz Zaruski, polnischer General, Segelsportler, Bergsteiger, Schriftsteller, Lyriker und Maler (* 1867)
- 14. April: Guillermo Kahlo, mexikanischer Fotograf deutscher Herkunft und Vater der Malerin Frida Kahlo (* 1871)
- 16. April: Émile Barnard, französischer Maler, Grafiker, Kunsttheoretiker und Romanautor (* 1868)

- 05. Mai: Ludwig Arntz, deutscher Architekt, Denkmalpfleger und Dombaumeister (* 1855)
- 27. Mai: Oswald Baer, österreichischer Maler der Neuen Sachlichkeit (* 1906)
- 31. Mai: Rodolfo Amoedo, brasilianischer Maler (* 1857)

- 07. August: Rabindranath Tagore, bengalischer Dichter, Maler und Philosoph (* 1861)
- 16. August: Felix Mader, deutscher römisch-katholischer Priester, Kunsthistoriker und Denkmalpfleger (* 1867)

- 29. September: Vilmos Aba-Novák, ungarischer Maler (* 1894)
- 24. Oktober: Heinrich Brockhaus, deutscher Kunsthistoriker (* 1858)
- 25. Oktober: Robert Delaunay, französischer Maler (* 1885)

- 05. Dezember: Amrita Sher-Gil, indisch-ungarische Künstlerin (* 1913)
- 30. Dezember: El Lissitzky, russischer Maler (* 1890)

### Genaues Todesdatum unbekannt
- Lolo von Hornstein, deutsche Malerin (* 1861)